# Бєлгород-22
Бє́лгород-22 (також «Об'єкт-1150» 12 ГУ МО СРСР, в/ч 25624) — одна з російських центральних баз зберігання ядерної зброї, розташована поблизу міста Грайворон Бєлгородської області, Росія.
База належить до класу «С», тобто призначена для розміщення і зберігання основних запасів ядерної зброї, а також для забезпечення функціонування і своєчасної доставки ядерної зброї до військових частин.
Військовими частинами, для використання якими зберігаються ядерні боєприпаси, зокрема, є частини повітряних сил, що дислокуються на авіабазі Морозовськ та частини ВМФ, що дислокуються у Новоросійську.

## Історія
Військове містечко «Бєлгород-22» побудовано в 1960-х роках.
У 2018 міністр оборони Сергій Шойгу дав доручення провести реконструкцію військового містечка, що прилягає до ядерного арсеналу.
Починаючи з 2020 року, військова частина 25624 планувала перейти до комплектування виключно військовослужбовцями-контрактниками. У військовій частині є військовий оркестр та діють центри підготовки снайперів та розвідників.

### Рейди частин Інтернаціонального легіону в Бєлгородську область
У травні 2023 відбувся перший рейд частин Інтернаціонального легіону ТРО України у Грайворонський район Бєлгородської області Росії. За повідомленнями ГУР МОУ російській армії довелось оперативно евакуйовувати ядерні боєприпаси зі сховища. Як пізніше повідомлено, запаси ядерної зброї вивезли і сховище перестали використовувати за основним призначенням.
У березні 2024 відбувся ще один подібний рейд у Бєлгородську область. На той час всі джерела підтверджували відсутність ядерної зброї у сховищі.

## Командування
- полковник Ігор Шкамплетов (рос. Шкамплетов Игорь Владимирович) — до 2023;[10][11][12]
- полковник Сергій Трубічов (рос. Трубичев Сергей Юрьевич) — з червня 2023[13][2]